# 7スタBratch!
『7スタBratch!』（ななすたぶらっち）は、テレビ東京（関東ローカル）で、2010年10月4日から2011年9月30日まで放送されていた生活情報番組。平日の11:40 - 12:35放送（ただし祝日と年末年始は特別編成のため休止となる）。

## 概要
テレビ東京のオープンスタジオ（通称7スタ。外からの見学も可能）から生放送。ちなみに“Bratch”（ブラッチ）とは「ぶらり」と「watch」（見る）を併せた造語。テレビ東京が平日12時台に帯枠の生番組を放送するのは、1993年10月から1994年9月まで放送されていた『もっと素敵に!』以来16年ぶりであった。
ものスタMOVE（平日8:04 - 8:56）とはスタッフのほとんどが共通しており、姉妹番組の関係にあたる。
オープニングとエンディングで行うタイトルコールは「7スタ!」のあとに「Bratch!」と叫ぶが、その際、手を使って頭文字のBを作る（時間帯移動後は行われなくなった）。
2011年4月4日からは11:40 - 12:35に放送時間が変更された。これまで11時台後半～12時台前半枠は全国ネット枠だったが、これにより関東ローカルに。TXN系列5局では独自編成（海外ドラマなど）となった。
2011年9月30日をもってわずか1年で終了。同年10月3日からの後継番組にバラエティー帯番組｢大人の極上ゆるり旅｣が放送される。また、レギュラー司会のパトリック・ハーラン、山内乃理子、明山直未は2011年10月3日放送開始の新番組『7スタLIVE』（9:27-11:00）にも引き続き出演する。

## 出演者
- パトリック・ハーラン（パックンマックン）-メインMC
- 山内乃理子（CMモデル。2010年10月1日までは『ものスタMOVE』MC、リポーター）-メインMC
- 明山直未（株式会社ベガス所属のテレビショッピング界のマドンナ）-メインMC
- 狩野恵里（テレビ東京アナウンサー、月曜 ・ 火曜）
- 白石小百合（テレビ東京アナウンサー、水曜～金曜）
- 梅沢富美男（俳優、歌手。月曜日コメンテーター）（2011年4月4日-）
- 井筒和幸（映画監督。火曜日コメンテーター）（2011年4月5日-）
- ヨネスケ（落語家、タレント。水曜日コメンテーター）（2011年4月6日-）
- 江川達也（漫画家。木曜日コメンテーター）（2011年4月7日-）
- 宮本和知（元読売ジャイアンツ投手、スポーツキャスター。金曜日コメンテーター）（2011年4月8日-）

### 過去の出演者
- Bratch隊（番組開始～2011年3月31日）
  - 雑誌「FINEBOYS」の学生モデル達から選抜された12人が日替わりで出演。
- 吉田眞（パックンマックン、番組開始～2011年2月25日、金曜のみ。ナレーションも兼任。現在は『ものスタ』メインMC）

## エンディングテーマ
- Everly『カノン〜地球に優しい循環〜』（2010年10月4日 - ）

## 備考
- 2011年3月16日から3月18日まで東北地方太平洋沖地震（東日本大震災）関連報道に伴う編成変更のため休止となった（『だいすけ君が行く!!ポチたま新ペットの旅』の傑作選を代替放送[3]）。
- 2011年8月22日から8月26日と、同年8月29日から9月2日までの2週間は出演者の夏休みに伴い、『開運!なんでも鑑定団』の傑作選(8月22日・23日）、『いい旅・夢気分』再放送（8月24日～9月2日）[4]を代替放送。